# Jan Rinke

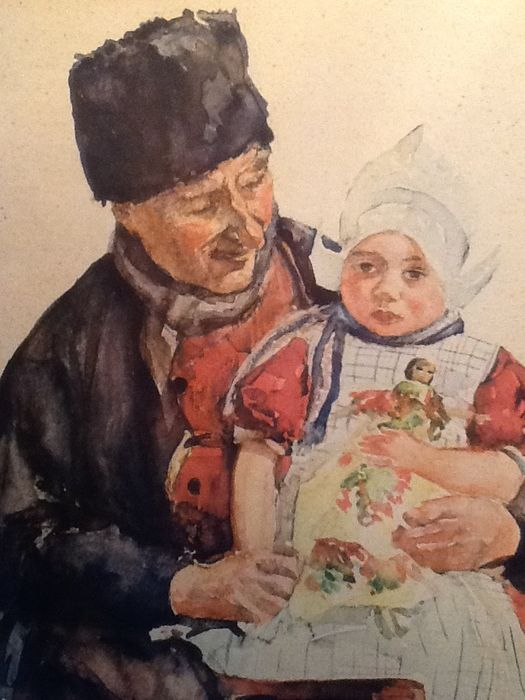
Großvater mit seiner Enkelin

Jan Frederik Rinke (* 27. März 1863 in Schildwolde in der Gemeinde Midden-Groningen; † 20. Mai 1922 in Den Haag) war ein niederländischer Maler, Radierer, Lithograf, Illustrator, Buchbinder, und Kunstlehrer.
Zwischen 1899 und 1902 studierte Jan Rinke an der Kunstakademie in Amsterdam. Er arbeitete mehrere Jahre als Lehrer in Rotterdam, wo er den späteren Kinderbuchautor Chris van Abkoude (1880–1960) kennenlernte und ab 1908 seine Kinderbücher für den Kluitman-Verlag illustrierte.
Er illustrierte die ersten beiden Bände von Chris van Abkoude aus der „Pietje Bell“-Serie und das Buch „Jaap Snoek van Volendam“. In dem letztgenannten Buch tritt er als Maler Breedevoorde auf. Er war auch als Buchdesigner tätig, für den Kluitman-Verlag in Alkmaar entwarf er Dutzende von Büchern. Beim Verlag Scheltens & Giltay erschien „Junges Holland auf Schlittschuhen“, ein großformatiges Buch (24 × 55 cm), in dem Figuren ausgeschnitten und zu einer Winterlandschaft aufgerichtet werden konnten.
Rinke lebte und arbeitete in Amsterdam, Blaricum, Den Haag, Laren und Volendam, und auch im Ausland  in London, Berlin, Belgien und Tirol. 